# Ernesto Ramón Fajarnés
Ernesto Ramón Fajarnés (Ibiza, 1933-Ibidem, 15 de octubre de 2019) fue un empresario y docente turístico español. Cofundador de la Escuela de Turismo de Ibiza y uno de los principales impulsores del turismo en las islas Pitiusas.

## Biografía
Tras obtener, en los años cincuenta, el título de perito mercantil, se encaminó a la docencia. Primero como profesor del Instituto de Ibiza, donde permaneció cuatro años. Y posteriormente en otras entidades docentes, tales como el Seminario, el Colegio de la Consolación o el Instituto de Formación Profesional, donde se jubiló en 1999.
En 1965 fundó la Escuela de Turismo de Ibiza, que pasaría a ser la Escuela Universitaria de Turismo del Consell, adscrita en la Universidad de las Islas Baleares. desde la que ofreció a los ibicencos —a través de su docencia, prolongada hasta su jubilación en 1999— la posibilidad de acceder a la dirección de las empresas turísticas
Fue uno de los principales impulsores del turismo en las islas Pitiusas. Durante veinte años fue director del Hotel Hacienda, al que transformó en el primer hotel de cinco estrellas de Ibiza, Na Xamena. Fue presidente y miembro del Comité Ejecutivo del Fomento del Turismo durante cuatro años.

## Premios
- Medalla de Plata al Mérito Turístico, otorgada por el Ministerio de Información y Turismo.
- Premio de Turismo (2016), otorgada por la conselleria de Turismo del Gobierno de las Islas Baleares.[2]
- Medalla de Plata al Mérito Turístico otorgada por el Consejo Insular de Ibiza y Formentera.
- Medalla de Oro de la Ciudad de Ibiza, otorgada por el Ayuntamiento de Ibiza.
- Galardonado por la Asociación de Escritores de Turismo de California.
- Premio Ramón Llull (2006)
- Premio de la Nit del Turisme (2016)[5]
- Galardonado por la Asociación de Escritores de Turismo de California.

## Biografía
- "Historia del Turismo en Ibiza y Formentera 1900-2000", Edicions Culturals SL, Ibiza, Baleares, 2000, 244 pp.